# Charles-Gonthier de Schwarzbourg-Rudolstadt
Charles-Gonthier, comte de Schwarzbourg-Rudolstadt (6 novembre 1576 - 24 septembre 1630 à Kranichfeld) est un noble allemand, comte de Schwarzbourg-Rudolstadt à partir de 1605 à 1612, puis comte de Hohenstein, seigneur de Rudolstadt, Leutenberg, Blankenburg, Sondershausen et Arnstadt de 1612 jusqu'à sa mort.

## Biographie
Charles-Gonthier est le fils aîné du comte Albert VII de Schwarzbourg-Rudolstadt et de sa première épouse Julienne de Nassau-Dillenbourg. Il est le frère Louis-Gonthier Ier de Schwarzbourg-Rudolstadt et Albert-Gonthier de Schwarzbourg-Rudolstadt.
En 1593, à l'âge de 17 ans, il s'inscrit à l'Université d'Iéna. Il étudie jusqu'en 1596; dans le semestre d'été de 1597, il étudie à l'Université de Leipzig. En 1598, il étudie à l'Académie de Strasbourg, où il séjourne probablement jusqu'en 1600. Son professeur Melchior Junius fait l'éloge de Charles-Gonthier comme un étudiant exceptionnellement assidu dans son Orationes.
Après la mort de son père en 1605, Charles-Gonthier dirige Schwarzbourg-Rudolstadt pendant six ans, avec le consentement de ses frères. En 1612, les frères décident de partager leur héritage. Charles-Gonthier reçoit sa part autour de Rudolstadt, Albert-Gonthier reçoit sa part autour de Ilmenau, et Louis-Gonthier reçoit la zone autour de Frankenhausen. En 1624, Albert-Gonthier et Louis-Gonthier échangent les pièces qu'ils ont eu, dans le Traité d'Erfurt.
En 1609, Charles-Gonthier lance la construction d'une école à Rudolstadt. L'école est inaugurée en 1611. Le 13 juin 1613, il épouse Anne-Sophie, une fille du Prince Joachim-Ernest d'Anhalt. Charles-Gonthier et Anne-Sophie sont des supporters enthousiastes du réformateur de l'éducation Wolfgang Ratke.
Le prince Louis d'Anhalt-Köthen admet Charles-Gonthier en tant que membre de la Société des fructifiants en 1619, probablement le 5 septembre. Il reçoit le surnom der Vermehrende ("la multiplication") et la devise Hundertfältig ("une centaine de fois"). Son emblème est la maturité turc de maïs (Zea mays L)avec plusieurs ouvrir les oreilles. Il est le membre numéro 23.
Charles-Gonthier est décédé le 24 septembre 1630, à l'âge de 54 ans. Comme il n'a pas d'enfants, il est remplacé par son frère Louis-Gonthier Ier.